# Pterygostemon
Pterygostemon es un género con una especie, Pterygostemon spathulatus (Kar. & Kir.) V.V.Bochantseva, de planta perteneciente a la familia Brassicaceae. 
Está considerado un sinónimo del género Fibigia Medik.